# 加州人號
加州人號（英語：SS Californian），是英國利蘭航運旗下的一艘普通小型客貨輪。原本只是一艘沒有上等客艙、餐廳的不知名船隻，直至鐵達尼號的沉沒事件發生，始廣為世人所知。

## 鐵達尼號事件
1912年4月5日，史丹利·羅德船長指揮加州人號從英國倫敦航行前往美國馬薩諸塞州波士頓，船上並未搭載任何乘客。
1912年4月14日晚上7時30分，加州人號發送三個有關冰山的警告（42°3'N, 49°9'W），訊息傳到鐵達尼號的艦橋，此時鐵達尼號船長愛德華·約翰·史密斯出席晚餐派對，冰山距鐵達尼號50浬。10時55分，加州人號位於鐵達尼號以北10至19浬處的冰場前，船長羅德下令停止航行且拋錨過夜，並向附近的所有航行船隻發出警告。當無線電訊號抵達鐵達尼號時，冰山警告卻被中斷，遭到對方的電報員傑克·菲利浦粗魯地回應：「勿騷擾！閉嘴！你在干擾我的訊號！我正向開普雷斯（位於纽芬兰岛阿瓦隆半岛東南端）發電報！（Keep out! Shut up! You're jamming my signal, I'm working Cape Race!）」。晚上11時30分，加州人號電報員關掉電報機下班，如乘客一樣休息。
4月15日0時10分至50分，距鐵達尼號約10至19浬的加州人號船員，發現了一點一點的白光，認為是小輪船，所以沒有理會。當時見習水手吉伯森有看到信號煙火及船上的燈火異狀，但船長認為不能肯定。6時多，加州人號的電報員重新上班後，發現鐵達尼號的求救訊號，才全速駛向沉船地方。但趕到現場的卡柏菲亞號已經救上最後一艘的救生艇。
羅德船長在聽證會上表示，在察覺到沉沒事件後已經盡力進行救援。儘管按當時的觀測條件有可能不易判別，但當時的人們認為他在狡辯，使加州人號被指責見死不救。

## 沉沒
加州人號之後都沒有重大事情發生，原本前途大好的羅德船長被利蘭航運解雇且在其生前未曾恢復過名譽，而加州人號繼續正常服務，直到第一次世界大戰時由英國政府徵用。
1915年11月9日，航行途中從薩洛尼卡到馬賽，在希臘的西南偏南被德國U-35号潜艇的魚雷擊中沉沒，造成一人死亡。加州人號沉沒的船體尚未被發現。
加州人號沉沒的位置距離一年後被炸沉的不列顛號（HMHS BRITANNIC，鐵達尼號的姊妹船）沉沒的位置相差不到兩百英里。

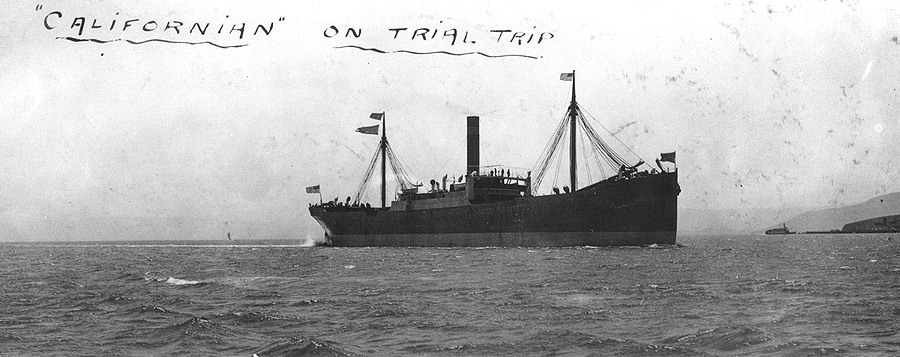
1900年試航中的加州人號